# Michael A. Hoey
Pour les articles homonymes, voir Hoey (homonymie).
Michael A. Hoey, né en septembre 1934 à Londres et mort le 17 août 2014 à San Clemente en Californie, est un scénariste, réalisateur et producteur de cinéma et de télévision britannique. Il est le fils de l'acteur Dennis Hoey.

## Filmographie

### Comme scénariste
- 1961 : The Legend of Mandinga (documentaire)
- 1966 : The Navy vs. the Night Monsters
- 1966 : Commando du désert (série télévisée) : épisode  The Dare-Devil Rescue Raid
- 1968 : Micmac au Montana (Stay Away, Joe) de Peter Tewksbury
- 1968 : Live a Little, Love a Little
- 1975 : Get Christie Love! (série télévisée) : épisode A High Fashion Heist
- 1977 : The Fitzpatricks (série télévisée) : épisode Say Goodbye to Buddy Bonkers
- 1979 : The Lazarus Syndrome (série télévisée)
- 1983 - 1984 : Fame (série télévisée) : épisodes Star Quality et Signs
- 1985 : Bridges to Cross (série télévisée)